# کوسه راسویی سفیدلکه‌ای
کوسه راسویی سفیدلکه‌ای (نام علمی: Paragaleus leucolomatus) نام یک گونه از تیره کوسه‌های راسویی است.